# Malediven-Anemonenfisch
Der Malediven-Anemonenfisch (Amphiprion nigripes) lebt in den Korallenriffen um die Malediven und Sri Lanka in Tiefen von 2 bis 25 Metern. Er ist orange-braun mit schwarzen Bauch- und Afterflossen. Am Hinterkopf befindet sich ein senkrechtes, weißes Band. Amphiprion nigripes wird bis zu elf Zentimeter lang.
Die Rückenflosse hat zehn bis elf Hart- und 17 bis 18 Weichstrahlen, die Afterflosse zwei Hart- und 13 bis 15 Weichstrahlen. 
Er lebt nur mit der Symbioseanemone Heteractis magnifica zusammen.